# Alfonso Gatto
Pour les articles homonymes, voir Gatto.
Alfonso Gatto (né à Salerne le 17 juillet 1909 et mort à Orbetello le 8 mars 1976) était un poète italien

## Biographie
Né à Salerne, il est le fils d'Erminia Albirosa et Giuseppe Gatto. Sa famille se compose de marins et de petits armateurs qui provenaient de Calabre.
Son enfance et son adolescence sont plutôt tourmentées. Il termine ses études secondaires à Salerne et s'inscrit à l'université de Naples en 1926. Il doit abandonner ses études quelques années après pour raisons économiques. À partir de cette période sa vie devient mouvementée ; il déménage constamment et exerce de multiples emplois. D'abord il est employé comme commis dans une librairie, puis instituteur d'école, puis correcteur dans une maison d'édition, journaliste, enseignant.
En 1936, il est arrêté pour ses idées anti-fasciste et passe six mois dans la prison San Vittore à Milan.
C'est à cette époque que Gatto collabore à des revues innovantes et des périodiques de culture littéraire de Italia Letteraria à Rivista Letteratura, en passant par Circoli, Primato et Ruota. En 1938 il fonde Campo di Marte avec Vasco Pratolini à la demande de l'éditeur Vallechi, mais le journal n'est publié qu'un an ; ce fut toutefois une expérience importante pour le poète qui eut l'occasion de se hasarder de manière importante dans la littérature militante. Campo di Marte, dont le premier numéro sortit le 1er août 1938 fut un bimensuel catalogué comme un périodique d'action littéraire et artistique ayant pour intention d'éduquer le public à comprendre la production artistique dans tous ses genres.
En 1941, au Lycée artistique de Bologne, Gatto reçoit sa nomination de professeur titulaire en Littérature italienne en raison de sa réputation. Il devient envoyé spécial de L'Unità exerçant un rôle de premier plan de la littérature d'inspiration communiste. Par la suite, il démissionne du Parti communiste italien et devient un communiste dissident.
Après la guerre, il reprend son travail de journaliste et il continue à écrire ses poésies. En 1955, il reçoit le prix Bagutta pour son œuvre La forza degli occhi aux éditions Mondadori.
Il meurt le 8 mars 1976 à Orbetello dans la province de Grosseto lors d'un accident de voiture près de Capalbio.

## La formation et la poétique
Alfonso Gatto est considéré par ses pairs comme l'un des plus brillants auteurs de l'« hermétisme » (un style poétique italien de la première moitié du XXe siècle dans lequel les auteurs utilisent des analogies pour représenter la condition tragique de l'existence humaine, et pour se créer un espace intérieur libéré de la rhétorique fasciste). Son enfance à Salerne n'est pas bien documentée, ni ses premières lettres, ni ses premières rencontres, ni les amitiés qui ont sans doute eu une grande influence sur sa formation. Les données biographiques sont rares et toujours les mêmes: l'école, les études universitaires inachevées, la vie tourmentée, les différents emplois.
Une exception, la nouvelle de la sortie de son premier ouvrage, en 1932, Isola (littéralement : « Île ») dans lequel la plupart des lecteurs reconnurent immédiatement le signe d'une voix neuve et vraie. Toujours en 1932, Giuseppe Ungaretti publia Sentimento del tempo, incluant dans le chapitre des auteurs actuels un texte de Gatto, alors débutant en poésie.
Isola marque le début d'une carrière poétique et d'un discours qui ne se terminera que quarante années plus tard, par le décès tragique de Gatto. Le texte de Isola est décisif dans la construction de la grammaire de l'« hermétisme », qui sera définie par le poète lui-même comme la recherche d'une "absoluité naturelle". Le langage est raréfié et intemporel, allusif, typique d'une poétique de l'« absence » et de l'espace vide, riche en motifs mélodiques. Ce sens de l'espace et cet abandon à la mélodie deviendront les éléments clés de Isola et des recueils de poésie suivants.
Ces éléments, si éloignés des modèles traditionnels, se retrouvent dans sa poésie jusqu'en 1939. Ils passent graduellement de thèmes familiaux à des visions liées au paysage de sa terre, pour ensuite entrer dans une nouvelle phase, avant et après la guerre, qui débutera avec Arie e motivi (littéralement : Airs et motifs) et qui atteindra son paroxysme avec Poesie d'amore.

## Le motif de l'amour
Le motif de l'amour est chanté dans tous les modes et parcouru dans toutes les directions et même si certains passages ont des intonations classiques, il ne perd jamais la valeur phonique du mot qui devient un moment à soi de suggestion.
Dans la période qui va de 1940 à 1941, il effectue un remaniement des poésies précédentes qui apparaitront dans un recueil publié par Vallecchi en 1941 sous le nom de Poesie et qui resteront inchangées jusqu'à la version de 1961. Une des images parmi les plus fortes de la poésie contemporaine se trouve dans la poésie Oblio où le poète exprime la joie de la vie faite mémoire et fête auquel il sent appartenir :
« Tutto si calma di memoria e resta
il confine più dolce della terra,
una lontana cupola di festa »
Dans ces vers, on assiste à la dissipation de l'analogie étroite des premiers livres et dans Amore della vita, le livre de 1944, le poète réussira à exprimer une fraicheur insolite dans un moment de rhétorique dédié à la Résistance.
Gatto, en effet, adhère à la poésie de la Résistance, ému par l'esprit civil et politique des Italiens et dans le recueil suivant, Il capo sulla neve, il aura des mots très émouvants pour les "Martyrs de la Résistance" et il exprimera dans ces poèmes une réflexion qui a le rare don de l'immédiateté.
Gatto est donc un poète de nature et d'instinct qui a connu pendant la guerre et dans l'après-guerre un sérieux renouvellement aussi bien dans le fond que la forme s'ouvrant à des structures narratives plus complexes qui fondent l'autobiographisme lyrique et la participation historique.
Lorsqu'on parcourt les dernières publications de Gatto, Rime di viaggio per una terra dipinta, et Desinenza (œuvre posthume sortie un an après sa mort), on y trouve l'image d'un poète impliqué dans le tumulte de la vie mais toujours heureux de fixer dans la mémoire chaque émotion dans une langue riche de motifs et de nouvelles surprises.

## Publications principales

### Poésie
- Isola, Naples, 1931 (littéralement : Île)
- Morto ai paesi, Modène, 1937 (littéralement : Mort aux pays)
- Poesie, Milan, 1939 (réédité à Florence en 1943, puis à Milan en 1961) (littéralement : Poèmes)
- L'allodola, Milan, 1943 (littéralement : L'alouette)
- La spiaggia dei poveri, Milan, 1944 (littéralement : La plage des pauvres)
- Amore della vita, Milan, 1944 (littéralement : Amour de la vie)
- Il sigaro di fuoco, Milan, 1945 (littéralement : Le cigare de feu)
- Il capo sulla neve, Milan, 1947 (littéralement : La tête sur la neige)
- Nuove poesie, Milan, 1949 (littéralement : Nouveaux poèmes)
- La forza degli occhi, Milan, 1945 (littéralement : La force des yeux)
- La madre e la morte, Galatina, 1959 (littéralement : La mère et la mort)
- Osteria flegrea, Milan, 1962 (littéralement : Bistrot phlégréen (i.e. volcanique))
- La storia delle vittime, Milan, 1966 (littéralement : L'histoire des victimes)
- Rime di viaggio per la terra dipinta, Milan, 1969 (littéralement : Rimes de voyage sur la terre peinte)
- Poesie d'amore, Milan, 1963 (littéralement : Poèmes d'amour)
- Desinenze, Milan, 1977 (littéralement : Désinence)

### Romans
- La sposa bambina, Florence, 1944 (littéralement : L'épouse enfant)
- La coda di paglia, Milan, 1948 (littéralement : La queue de paille)
- Carlomagno nella grotta, Milan, 1962 (littéralement : Charlemagne dans la grotte)

### Pièce de théâtre
- Il duello, Milan, 1962 (littéralement : Le duel)

### Traductions en français
- Alfonso Gatto,  Pauvreté comme le soir, traduit de l'italien et présenté par Bernard Simeone, éd. bilingue, Éditions de la Différence, coll. « Orphée », Paris, 1989.

## Filmographie
Alfonso Gatto a aussi interprété divers rôles dans les films suivants : 
- Il sole sorge ancora, (littéralement : Le soleil se lève encore), de Aldo Vergano, 1946, où Gatto interprète le rôle d'un chemineau.
- L'Évangile selon saint Matthieu, de Pier Paolo Pasolini, 1964, où Gatto interprète le rôle de l'apôtre André.
- Théorème, de Pier Paolo Pasolini, 1968, où Gatto interprète le rôle d'un docteur.
- Cadavres exquis, de Francesco Rosi, 1976, où Gatto interprète Nocio.
- Caro Michele, (littéralement : Cher Michel), de Mario Monicelli, 1976, d'après le roman de Natalia Ginzburg, où Gatto interprète le père de Michele.

### Crédit de traduction
- (it) Cet article est partiellement ou en totalité issu de l’article de Wikipédia en italien intitulé « Alfonso Gatto » (voir la liste des auteurs).